# Park Chae-rim
Park Chae Rim (en hangul, 박채림) (28 de marzo de 1979), conocida simplemente como Chae Rim, es una actriz surcoreana.

## Biografía
En 2003 se casó con Lee Seung-hawn, sin embargo el matrimonio terminó en 2006.
En 2014 se casó con el actor chino Gao Ziqi. En diciembre de 2020, se anunció que la pareja se divorciaría después de seis años juntos.

## Filmografía

### Series de televisión
| Año  | Título                            | Canal   |
| ---- | --------------------------------- | ------- |
| 1994 | Warm River                        |         |
| 1994 | Journey                           |         |
| 1995 | Pair                              | MBC     |
| 1996 | A Daughter's Choice               | MBC     |
| 1997 | Ban Buhl Ee                       | MBC     |
| 1998 | My Mother's Daughters             | SBS     |
| 1998 | As We Live Our Lives              | KBS     |
| 1998 | Jump                              | MBC     |
| 1998 | Shy Lover                         | MBC     |
| 1999 | Lost One's Way                    | KBS     |
| 1999 | Kaist                             | SBS     |
| 1999 | Happy Together                    |         |
| 1999 | I'm Still Loving You              | MBC     |
| 2000 | Air Force                         | MBC     |
| 2000 | Todo sobre Eva                    | MBC     |
| 2000 | Cheers for the Women              | SBS     |
| 2001 | Four Sisters                      | MBC     |
| 2002 | We Are Dating Now                 | SBS     |
| 2003 | On The Prairie                    | KBS 2TV |
| 2004 | Love at the Aegean Sea            | CTS     |
| 2004 | Oh! Pil Seung And Bong Soon Young | KBS 2TV |
| 2004 | Banjun Drama: "Suite Room"        | SBS     |
| 2004 | Warriors of the Yang Clan         | CTV     |
| 2005 | Princess Sheng Ping               | ATV     |
| 2006 | Lost City in Snow Heaven (cameo)  |         |
| 2006 | Kang Xi Mi Shi                    | BTV     |
| 2007 | Dal Ja's Spring                   | KBS 2TV |
| 2008 | Princess Sheng Ping               |         |
| 2008 | Powerful Opponents                | KBS 2TV |
| 2009 | Good Job, Good Job                | MBC     |
| 2010 | Oh! My Lady                       | SBS     |
| 2010 | Ai Shang Nu Zhu Bo (cameo)        | ZJTV    |
| 2014 | Lee Family                        | CCTV    |

## Reconocimientos
- MBC Drama Awards: Premio Actriz Revelación (1998)
- 35th Baeksang Art Awards: Premio Actriz Revelación (1999)
- MBC Drama Awards: Premio Actriz Popular (1999)
- SBS Drama Awards: Premio Actriz Popular (2000)
- KBS Drama Awards: Premio a la Excelencia (por Oh! Pil Seung And Bong Soon Young) (2004)
- Annual Golden TVS Awards (2006)
- KBS Drama Awards: Premio top excelencia (por Dal Ja's Spring) (2007)